# Црква Успења Пресвете Богородице у Корбевцу
Црква Успења Пресвете Богородице у Корбевцу, насељеном месту на територији Градске општине Врањска Бања, православни је храм који припада Епархији врањској Српске православне цркве.
Црква посвећена Успењу Пресвете Богородице подигнута је 1835. године. Саграђена је на месту које распоредом објеката и простирање старог оградног зида на западној стране порте, недвосмислено указују на то да упитању није парохијска црква, већ некадашња манастирска целина, чије име није остало упамћено.
Прелиминарна истраживања наводе на претпоставку да би манастирски комплекс, смештен између села Корбевца и Клисурице, изнад реке која их повезује, могао бити манастир Јагличе - познат из турских пописа из 16. века, али не и лоциран у врањској нахији. Постоји и претпоставка да је упитању манастир Јагленце (евидентиран 1570. године), чије је друго име Клисура, а који се без довољно аргумената поистовећује са оближњим селом Клисурица.
И поред недовољне истражености може се, уз неопходну резерву, сагледати хронологија изградње и доградње цркве. Првобитна црква саграђена је крајем 16. или почетком 17. века, као једнобродна грађевина. У првој половини 17. века је живописана, о чему сведоче новооткривени фрагменти фресака. Временом је црква добила обрисе руине, оставши без свода, већег дела конхе апсиде, а можда и северног и западног зида и као таква, дочекала годину када обновљена. Последња велика обнова извршена је 1920. године.
У манастирском комплексу налази се конак саграђен крајем 19. века, недовршена свештеничка кућа из 20. века, црква посвећена Успењу Пресвете Богородице, висока камена звонара освећена 1926. године од Светог Доситеја Васића епископа нишког, као и четири гроба свештеника, од којих су тројица сурдулички Свештеномученици, пострадали од Бугара у Првом светском рату (Манасија Поповић, Алекса Поповић и Манојло Младеновић). Дуж северне стране манастирске порте, простире се новоподигнута масивна зидана ограда.
Благословом Епископа врањског Пахомија, трудом и залагањем Црквеног одбора и мештана села Корбевац и околних села, почела је обнова ове светиње. Обновљени су звоник, фасада и унутрашњост цркве.